# Абрамович Юрій Гаррійович
Абрамович Юрій Гарріевич (* 15 вересня 1935, м. Харків, Українська РСР, СРСР — 28 лютого 2017) — льотчик — випробувач. Герой Росії (1996).

## Життєпис
Народився 15 вересня 1935 року в місті Харків. Після повернення з евакуації з 1944 року жив у Києві, де в 1953 році закінчив 10 класів школи.
У 1959 році закінчив Московський авіаційний інститут. Одночасно з навчанням займався планерним і літаковим спортом в аероклубі МАІ, який закінчив у 1957 році. Продовжував літати в Центральному аероклубі імені В. П. Чкалова, брав участь у повітряних парадах 1958 і 1 961 років.
У 1959—1963 роках працював помічником ведучого інженера, провідним інженером в Льотно-дослідному інституті.
У 1965 році закінчив Школу льотчиків-випробувачів. З 1965 по 1995 рік — льотчик-випробувач авіазаводу «Знамя Труда» в місті Лохвиця Московської області.
Випробував серійні надзвукові винищувачі МіГ-21, МіГ-23, МіГ-29 та їх модифікації, брав участь у випробуваннях легкого багатоцільового літака Іл-103.
1 серпня 1971 року катапультувався з аварійного надзвукового винищувача МіГ-23.
Жив в місті Жуковський Московської області. Працював заступником начальника льотно-випробувального комплексу Московського авіаційного виробничого об'єднання «МіГ» з льотної роботи.

## Нагороди
- За мужність і героїзм, проявлені при випробуваннях нової авіаційної техніки, льотчику-випробувачу 1 березня 1996 року присвоєно звання Героя Російської Федерації з врученням медалі «Золота Зірка».
- Нагороджений двома орденами Трудового Червоного Прапора, орденом «Знак Пошани», медалями, іноземним орденом.